# Maycon Vieira de Freitas
Maycon Vieira de Freitas, mais conhecido como Maycon (Vitória, 14 de fevereiro de 1985), é um ex-futebolista brasileiro que atuava como volante.

## Títulos
Internacional
- Recopa Sul-Americana: 2007[1][2]